# Kanton Ingré
Der Kanton Ingré war von 1790 bis 2015 ein französischer Wahlkreis im Arrondissement Orléans, im Département Loiret und in der Region Centre-Val de Loire; sein Hauptort war Ingré.
Der Kanton umfasste Wahlberechtigte aus vier Gemeinden:
| Gemeinde                 | Einwohner Jahr | Fläche km² | Bevölkerungsdichte | Code INSEE | Postleitzahl |
| ------------------------ | -------------- | ---------- | ------------------ | ---------- | ------------ |
| La Chapelle-Saint-Mesmin | 10.078 (2013)  | 8,96       | 1125 Einw./km²     | 45075      | 45380        |
| Ingré                    | 8282 (2013)    | 20,82      | 398 Einw./km²      | 45169      | 45140        |
| Ormes                    | 3725 (2013)    | 18,15      | 205 Einw./km²      | 45235      | 45140        |
| Saran                    | 15.449 (2013)  | 19,65      | 786 Einw./km²      | 45302      | 45770        |